# Бакёйзен ван ден Бринк, Рейнир Корнелис
Рейнир Корнелис Бакёйзен ван ден Бринк (старший) (нидерл. Reinier Cornelis Bakhuizen van den Brink, 30 января 1881, Пасуруан, Голландская Ост-Индия — 3 апреля 1945, Чимахи, там же) — нидерландский ботаник.

## Биография
Родившись на Яве (в то время Голландская Ост-Индия) в семье финансиста Шарля Рене Бакёйзена ван ден Бринка (позднее резидента Батавии), Рейнир Корнелис получил образование в метрополии (в Вагенингенской сельскохозяйственной школе и Де-Билте). По окончании учёбы он вернулся на Яву, где в течение нескольких лет работал на плантациях; последним местом его работы в этом качестве была чайная плантация Чидадап на западе острова, где его любовь к живой природе поощрялась управляющим плантацией Винкелем.
В 1917 году получил должность ассистента, а затем ботаника в гербарии Бейтензорга. Там он проработал до 1935 года, уехав затем на пенсию в Европу, но в 1939 году снова вернулся на Яву, где и умер в апреле 1945 года в городе Чимахи в японском концлагере. От жены Джанини, коренной яванки, у него было трое детей — Рейнир Корнелис-младший, Карел Йохан и Мария Джанини.

## Научная деятельность
Рейнир Корнелис Бакёйзен ван ден Бринк специализировался на семенных растениях. Он дал имена более чем 230 видам растений, многие из которых были описаны впервые. Собранная им начиная с 1916 года ботаническая коллекция, хранимая в гербарии Богора (бывший Бейтензорг), насчитывает 8000 листов, в том числе особо ценный материал, собранный в окрестностях Чидадапа. Коллекция, собранная в Боланге в 1924 году, насчитывает 325 листов, коллекция из Пасуруана, собранная вместе с сыном Рейниром Корнелисом-младшим — 110 листов. Коллекции Бакёйзена ван ден Бринка представлены в гербариях Утрехта, Лейдена, Национальном гербарии США в Вашингтоне. В соавторстве с Я. Й. Охсе Бакёйзер, как известный специалист по плодовым растениям Голландской Ост-Индии, издал несколько книг на эту тему. В «Бюллетене Бейтензоргского гербария» он публиковал пересмотренные классификации эбеновых и других таксонов семенных растений, его статьи также выходили в журнале De Tropische Natuur.